# Homosexualität in der Zeit des Nationalsozialismus
Homosexualität in der Zeit des Nationalsozialismus ist ein Thema der Geschichtswissenschaft, das sich mit der Geschichte der Homosexualität im nationalsozialistischen Deutschland befasst, insbesondere mit der Diskriminierung und Verfolgung Homosexueller in der Zeit des Nationalsozialismus.

## Vorgeschichte und Ideologie der Nationalsozialisten

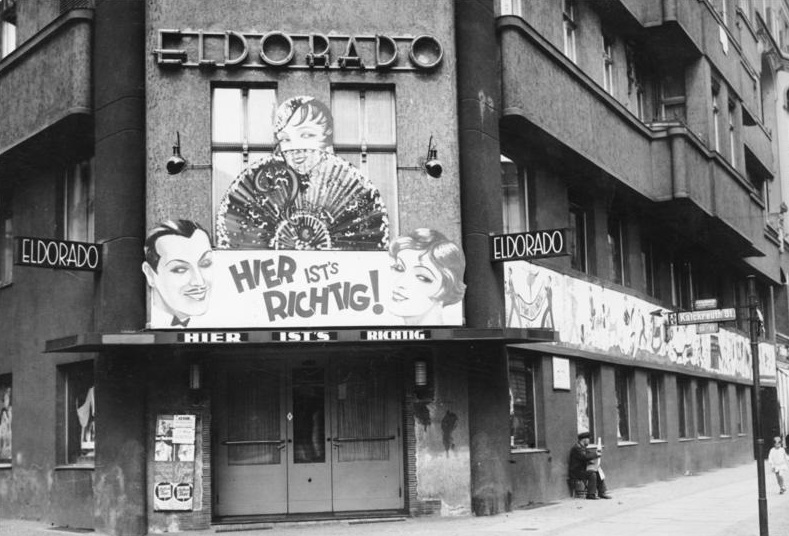
Bis zur Schließung durch die Nationalsozialisten war das Eldorado in Berlin einer der bekanntesten Treffpunkte für homosexuelle und trans Personen. (hier 1932)

Seit dem 19. Jahrhundert existierte in Deutschland eine bedeutsame Homosexuellenbewegung. Vor allem Berlin war eine Stadt mit nicht nur vielen homosexuellen Kneipen, Klubs und Cabarets, sondern auch Sitz zahlreicher Zeitschriften und Massenorganisationen. Auch in den anderen großen deutschen Städten wie z. B. Köln und Hamburg gab es eine lebhafte Homosexuellenszene.
Führende Parteiideologen der NSDAP vertraten die Ansicht, dass Homosexualität inkompatibel mit dem Nationalsozialismus sei. Mit dem Stabschef der SA Ernst Röhm, der diese seit 1931 paramilitärisch aufgerüstet und damit wesentlich zur Etablierung der NSDAP als Regierungspartei beigetragen hatte, gab es aber auch einen mehr oder weniger „offen“ homosexuellen Naziführer, der nach der Machtübernahme 1933 die von anderen angestrebte Verfolgungspolitik zunächst blockierte. Der Konflikt um Röhms Homosexualität und den Umgang mit Homosexuellen gärte bis zu dessen Ermordung im Zuge des sogenannten „Röhm-Putsches“ am 1. Juli 1934.
Adolf Hitler schützte seinen Duzfreund so lange, wie dieser ihm nützlich war. Als Ernst Röhm jedoch Reformen forderte, ließ er ihn zusammen mit vielen anderen ehemaligen Parteigenossen in der „Nacht der langen Messer“ vom 30. Juni zum 1. Juli 1934 ermorden. Hintergrund waren Konflikte um die nationalsozialistische Wirtschaftspolitik, die Zukunft der Reichswehr, aber eben auch um den Umgang mit dem Thema Homosexualität. SS- und Gestapo-Chef Heinrich Himmler, der für die Ausschaltung Röhms maßgeblich verantwortlich war, sah die Homosexualität als eine Bedrohung des Staates, den er im Sinne des Philosophen Hans Blüher als eine Domäne des Mannes betrachtete. Homosexuelle Männer strebten in seinen Augen danach, staatliche Strukturen zu unterwandern, was diese aber nicht, wie Blüher meinte, stärke, sondern im Gegenteil zur „Zerstörung des Staates“ führe. In Röhm, der in seinem engeren Umfeld tatsächlich auch einige homosexuelle SA-Funktionäre installiert hatte, sah Himmler eine Art Kronzeugen seiner Verschwörungstheorie. Die Ermordung Röhms und einiger anderer Homosexueller aus seinem engeren Führungszirkel, die Himmler im Juni 1934 im Auftrag Hitlers organisierte, wurde gegenüber der Öffentlichkeit denn auch als die Abwehr eines Putschversuches legitimiert. Dass es sich bei der Verknüpfung der angeblichen Putschabsichten Röhms mit einer homosexuellen Verschwörung eben nicht nur um „Propaganda“, sondern um ein aus den Thesen Blühers erwachsenes und zur Wahnvorstellung verkehrtes ideologisches Konstrukt handelte, zeigte sich daran, dass Himmler diese Linie auch intern gegenüber seinen Mitarbeitern vertrat. So berichtete der spätere Gestapo-Verwaltungschef Werner Best, Himmler habe bereits kurz nach der Mordaktion den versammelten SS-Führern erklärt, man sei nur „knapp der Gefahr entgangen, einen Staat von Urningen [Homosexuellen] zu bekommen“.

## Verfolgung
Mit der Ermordung Röhms war die Bahn frei für die von Himmler angestrebte Verfolgungspolitik. Im Geheimen Staatspolizeiamt (Gestapo) in Berlin wurde im Juli 1934 ein Sonderdezernat II 1 S eingerichtet, das sich mit der Nachbearbeitung des „Röhm-Putsches“ beschäftigte und seine Aktivitäten bald auf die Bekämpfung der Homosexualität konzentrierte. Zweifellos sah Himmler die größte Gefahr in jenen Homosexuellen, die in Staat und Partei in Amt und Würden standen. Doch die Verfolgungsmaßnahmen, die die Gestapo im Herbst 1934 einleitete, richteten sich ohne Ansehen der Person gegen alle mutmaßlich homosexuellen Männer. Im Dezember 1934 begann die Gestapo in Berlin, Razzien auf Homosexuelle durchzuführen. In den folgenden Monaten wurden hunderte, wahrscheinlich sogar mehrere tausend homosexuelle Männer verhaftet und in die frühen Konzentrationslager Columbiahaus und Lichtenburg deportiert.
Am 1. Januar 1935 berichtet das Pariser Tageblatt:

„Von einem bekannten Wissenschaftler gehen uns die nachfolgenden Ausführungen zu, die sich mit den letzten Vorgängen in Deutschland unter einem besonderen Aspekt beschäftigen. Seit einigen Wochen erhalte ich mündliche und schriftliche Berichte, aus denen hervorgeht, dass unter den homosexuell veranlagten Personen Deutschlands eine schwere Panik ausgebrochen ist. Sie gleicht ungefähr dem panischen Schrecken, der sich der deutschen Juden nach dem 1. April 1934, dem Boykotttage, bemächtigte. Diese Angstzustände der Homosexuellen begannen bereits an dem blutigen 30. Juni 1934, […] doch das wahre Entsetzen hat sie erst seit der Nacht vom 8. bis 9. Dezember gepackt, in der viele Hunderte von ihnen in den Wirtschaften, in denen sie sich treffen, von der geheimen Staatspolizei überrascht, gefangen genommen und direkt in Konzentrationslager verbracht wurden, wo man sie mit wüsten Beschimpfungen und Misshandlungen empfing.“

In den folgenden Jahren wurde die Homosexuellenverfolgung weiter professionalisiert und institutionalisiert. 1936 schuf Reichsführer SS Heinrich Himmler die Reichszentrale zur Bekämpfung der Homosexualität und Abtreibung. Razzien an Treffpunkten Homosexueller, Wohnungsdurchsuchungen und sogenannte „verschärfte Vernehmungen“ gehörten zu den bevorzugten Ermittlungsmethoden von Gestapo und Kriminalpolizei, um lokale Verfolgungswellen zu inszenieren. Ein besonderes Augenmerk hatten die Beamten dabei auf Strichjungen, die einen guten Einblick in die Homosexuellenszene hatten und viele Männer belasten konnten. Aber auch ,gewöhnliche‘ Homosexuelle wurden in den Verhören so unter Druck gesetzt, dass viele schließlich die Namen ihrer Freunde preisgaben. Besonders die Gestapo-Beamten bedienten sich dabei teilweise brachialer Methoden, sie schreckten auch vor körperlicher Gewalt und Folter nicht zurück. Allerdings betrieben die lokalen Polizeibehörden die Homosexuellenverfolgung nicht immer mit dem Nachdruck, den man sich bei der Berliner Gestapo wünschte. Die Reichszentrale zur Bekämpfung der Homosexualität und Abtreibung entsandte deswegen immer wieder „Sonderkommandos“ mit Gestapobeamten des Homosexuellendezernats in die Provinz. Diese übernahmen vorübergehend die Ermittlungstätigkeit, offenbar mit dem Ziel, die örtliche Kriminalpolizei anzuleiten und zu einem entschiedeneren Vorgehen zu motivieren.
Hitler sah Homosexualität als ein „entartetes“ Verhalten, das die Leistungsfähigkeit des Staates und den männlichen Charakter des deutschen Volkes bedrohe. Homosexuelle Männer wurden als „Volksfeinde“ denunziert. Man beschuldigte sie, Verschwörercliquen und einen „Staat im Staate“ zu bilden, die öffentliche Moral zu zerrütten und die Geburtenrate in Deutschland zu gefährden. Man versuchte, deutsche Homosexuelle, die nach Ansicht des Nationalsozialismus Teil der „Herrenrasse“ waren, in die sexuelle und soziale Konformität zu zwingen.

### Rechtsgrundlage
Die nationalsozialistische Verfolgung homosexueller Männer vollzog sich primär über die am 28. Juni 1935 beschlossenen und am 1. September in Kraft getretenen erfolgte entgrenzende Verschärfung des § 175 Strafgesetzbuch. Im Gegensatz zur preußisch-kaiserlichen Version aus dem 19. Jahrhundert, die nach ständiger Rechtsprechung des Reichsgerichts „beischlafähnliche Handlungen“ für eine Strafbarkeit voraussetzte, reichten nach dem Willen der NS-Gesetzgebung bereits „begehrliche Blicke“ für eine Strafverfolgung. Bei der Verfolgung wurde zwischen angeblich „Verführten“ und sogenannten „Verführern“ unterschieden. Während die „Verführten“ über die normale Strafverfolgung nach § 175 auf den ‚rechten Weg‘ kommen sollten, wollte man die „Verführer“ „aus der Volksgemeinschaft ausscheiden“. In einem Erlass vom 12. Juli 1940 stellte das Reichssicherheitshauptamt klar, dass „in Zukunft alle Homosexuellen, die mehr als einen Partner verführt haben, nach ihrer Entlassung aus dem Gefängnis in polizeiliche Vorbeugungshaft zu nehmen“ waren.
Im „Erlass des Führers zur Reinhaltung von SS und Polizei“ vom 15. November 1941 ordnete Hitler die Todesstrafe für homosexuelle Betätigung durch Angehörige von SS und Polizei an. Himmler forderte seinerseits in einem Befehl vom 7. März 1942 an die maßgeblichen Einheiten und Ausbildungseinrichtungen, es sei „darauf hinzuweisen, dass alle Angehörigen der SS und Polizei Vorkämpfer im Kampfe um die Ausrottung der Homosexualität im deutschen Volke“ sein müssten.

### Statistik
| Jahr | Verurteilungen |
| --- | -------------- |
| 1932 | 801            |
| 1933 | 957            |
| 1934 | 1069           |
| 1935 | 2363           |
| 1936 | 5801           |
| 1937 | 9244           |
| 1938 | 9536           |
| 1939 | 8963           |
| 1940 | 4200           |
| 1941 | 4426           |
| 1942* | 3963           |
| 1943* | 2218           |
| * 1943: 1. Halbjahr verdoppelt 1942 & 1943 ohne Jugendliche Quellen: „Statistisches Reichsamt“ und Baumann 1968, S. 61. |                |

Die Zahl der Männer, welche wegen homosexueller Vergehen verurteilt wurden, stieg ab 1935 bis zum Kriegsbeginn 1939 rapide an. Häufig wurden sie nach Verbüßung der gegen sie verhängten Gefängnisstrafe, manchmal aber auch, ohne dass sie gerichtlich verurteilt worden waren, von der Gestapo in Konzentrationslager verschleppt. Im „Dritten Reich“ wurden über 100.000 Männer polizeilich erfasst (Rosa Listen), 50.000 Urteile ergingen aufgrund von §§ 175 und 175a RStGB, eine unbekannte, aber wohl eher geringe Zahl wurde in psychiatrische Anstalten überwiesen. Ein Teil derjenigen, die wegen homosexueller Handlungen verfolgt wurden, haben sich selbst jedoch nicht als homosexuell identifiziert. Insgesamt, so die Schätzung des Soziologen Rüdiger Lautmann, dürften etwa 10.000 homosexuelle Männer in den NS-Konzentrationslagern inhaftiert worden sein, von denen etwa 53 % ums Leben kamen. Sie mussten dort den Rosa Winkel tragen, ein Abzeichen, das sie im Lager als Homosexuelle kennzeichnete. Die Schätzungen hinsichtlich der Zahl homosexueller Männer, die während der Zeit des Nationalsozialismus in Konzentrationslagern ihr Leben lassen mussten, variieren erheblich. Der Grund dafür liegt u. a. darin, dass nicht ermittelbar ist, wie viele aus anderen Gründen ermordete Menschen homosexuell waren: Juden, Sinti und Roma usw.
Laut den Soziologen Philipp Korom und Christian Fleck, die sich mit dem sozialen Hintergrund von Homosexuellenverfolgung während der NS-Zeit in Österreich beschäftigt haben, sind Lokalstudien in Deutschland zu dem Schluss gekommen, dass die Mittelschicht stärker von Homophobie und staatlicher Verfolgung betroffen war als die Oberschicht. Die Analyse von Akten österreichischer Landesgerichte bestätige den Befund zum Teil, weise jedoch die Arbeiterschaft als Hauptopfergruppe aus.

### Maßnahmen
Ziel des NS-Regimes waren vorgeblich „Umerziehungsmaßnahmen“, um den Geschlechtstrieb homosexueller Männer in Richtung einer heterosexuellen Betätigung zu verändern (z. B. zwangsweise Besuche von KZ-Bordellen, wobei das Verhalten der Männer durch SS-Offiziere beobachtet wurde). Dokumentiert sind darüber hinaus – nicht nur aus Konzentrationslagern – zwangsweise, jedoch angeblich „freiwillig beantragte“ Kastrationen. Ebenso wurden zahlreiche medizinische Menschenversuche durchgeführt, um die Ursachen von männlicher Homosexualität zu ergründen (z. B. operative Einpflanzung einer „künstlichen Sexualdrüse“, dies auch nach zuvor durchgeführter Kastration) und nach Möglichkeit endgültig zu eliminieren. Zudem wurden Homosexuelle ebenso wie andere Verfolgte für von vorneherein tödlich angelegte „medizinische Experimente“ von KZ-Ärzten herangezogen, z. B. in Hinblick auf die Untersuchung der Übertragung der Erreger von Infektionskrankheiten. Unter anderem unternahm der dänische Arzt Carl Værnet im KZ Buchenwald Versuche, Häftlinge von ihrer Homosexualität zu „heilen“.

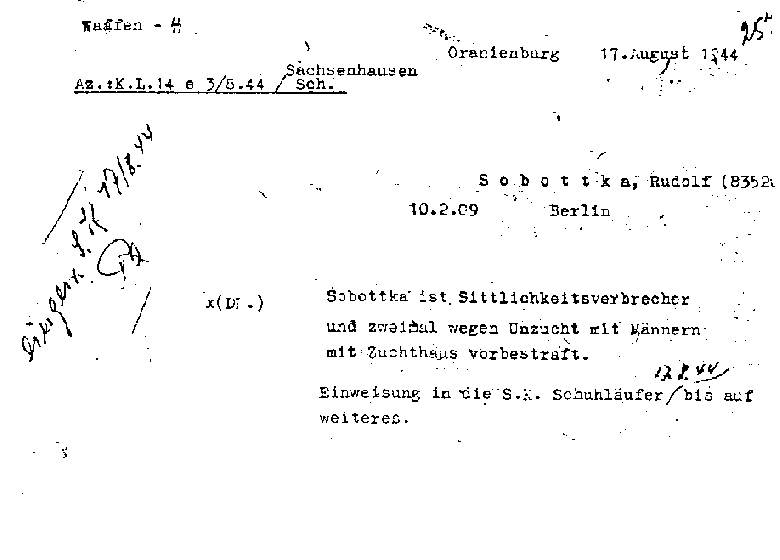
Einweisung eines Homosexuellen in das KZ Sachsenhausen zum Strafkommando „Schuhläufer“

Homosexuelle, die sich weigerten ihre sexuelle Orientierung zu unterdrücken, sollten in Konzentrationslager geschickt werden, um sie durch Arbeit umzuerziehen oder zu vernichten. Ein Beispiel einer gezielten Mordaktion ist die Ermordung von rund 200 homosexuellen Männern von Juli bis September 1942 im Außenlager Klinkerwerk des KZ Sachsenhausen. In Buchenwald wurde von Juni bis September 1942 fast die Hälfte der damaligen Rosa-Winkel-Häftlinge getötet. Und auch in Ravensbrück, wo im März ein Transport mit 33 Homosexuellen aus Buchenwald eintraf, kamen im Frühjahr und Sommer 1942 auffällig viele homosexuelle Männer ums Leben.
Antihomosexuelle Gesetze und gesellschaftliche Diskriminierungen waren in der westlichen Welt weit verbreitet, doch die Verfolgungsmaßnahmen der Nationalsozialisten waren beispiellos. Die unveränderte Beibehaltung des verschärften § 175 in der Nachkriegszeit der Bundesrepublik Deutschland bis 1969 blieb dort weiter die Basis von schweren Repressionen gegen homosexuelle Männer. Bis in die 1970er Jahre, als die Gesetze entschärft wurden und durch die neue Schwulenbewegung ermutigt, fühlten sich viele homosexuelle Männer nicht sicher genug, um ihre Geschichte zu erzählen.

## Umgang mit homosexuellen Frauen
Inwieweit homosexuelle Frauen vom NS-Regime verfolgt wurden, ist umstritten und wird in Deutschland kontrovers diskutiert. Der Grund dafür sind unterschiedliche Auffassungen hinsichtlich des Verfolgtenstatus lesbischer Frauen im „Dritten Reich“: Der § 175, der die Strafverfolgung männlicher Homosexueller regelte und legitimierte, galt nicht für Frauen (in Österreich blieb aber auch nach dem Anschluss die schon vorher bestehende Strafbarkeit homosexueller Handlungen für Frauen und Männer nach den §§ 129 und 130 Strafgesetz bestehen). Erinnerungsberichte ehemaliger lesbischer Häftlinge, die Aufschluss geben könnten über ihre Wahrnehmungen und Erfahrungen in den Haftstätten des Deutschen Reichs, gibt es kaum. Die Historikerin Anna Hájková stellt fest, dass es den Frauen angesichts ihrer homophoben Diskriminierung „strukturell unmöglich gemacht wurde (…) Zeugnis abzulegen.“ Der Historiker Alexander Zinn vertritt die These, dass lesbische Frauen nicht als solche verfolgt wurden. Claudia Schoppmann und Jens Dobler weisen darauf hin, dass Lesben mitunter nach anderen Straftatbeständen verfolgt wurden wie etwa Unzucht mit Abhängigen, Erregung öffentlichen Ärgernisses oder Verstoß gegen Prostitutionsvorschriften. Zinn betont demgegenüber, dass der bloße Umstand, dass auch lesbische Frauen mit den allgemeinen Strafgesetzen in Konflikt gerieten, noch keine Verfolgung der weiblichen Homosexualität erweise. Anhand des Fallbeispiels der lesbischen Masseuse Gertrud R., die von der Dresdner Polizei wiederholt der gewerblichen Unzucht verdächtigt wurde, argumentiert er, dass diese und ihre Freundin Wally F. keine Angst hatten, ihre Veranlagung gegenüber der Polizei zu offenbaren und dass dies auch keine strafrechtlichen Konsequenzen nach sich zog. Der Historiker Jens Dobler hält entgegen: „Wenn wir die Maßnahmen zur Unterbindung, Unterdrückung und Einschüchterung von Lesben betrachten und noch dazu die generalpräventive Bedeutung des § 175 sehen, die sich immer auch auf weibliche Homosexualität erstreckte, kann man zu keinem anderen Ergebnis kommen, als dass Lesben ebenso Verfolgtengruppe waren wie Schwule.“
Die Akten der Gesundheitsämter, der Ermittlungsbehörden bzw. der Gestapo, die in einigen Fällen erhalten sind, wie die in der Gedenkstätte Ravensbrück erhaltenen Zugangslisten, enthalten gelegentlich den zusätzlichen Vermerk „lesbisch“. Die Ravensbrücker Lagerordnung zeigt, dass lesbische Kontakte – wie auch das „Nicht-Melden“ derselben – unter Strafe standen: „Bestraft wird, wer sich in lespischer Absicht anderen Häftlingen nähert…“. Beispielsweise wurde die in Ravensbrück inhaftierte Jüdin Mary Pünjer am 12. Oktober 1940 mit dem Haftgrund „asozial“ im Konzentrationslager Ravensbrück registriert; auf einer am 30. November 1940 angefertigten Transportliste wurde neben dem Haftgrund auch der Hinweis „lesbisch“ notiert. Ihr wurde sowohl ihre jüdische Herkunft als auch ihre offenbar lesbische Lebensweise zum Verhängnis. Rassismus und Homophobie finden sich in dem Urteil des KZ-Arztes Dr. Friedrich Mennecke verflochten, der sie 1942 in Ravensbrück begutachtete, selektierte und mit folgendem Wortlaut beschrieb: „verheiratete Volljüdin. Sehr aktive („kesse“) Lesbierin. Suchte fortgesetzt ‚lesbische Lokale’ auf u. tauschte im Lokal Zärtlichkeiten aus“. Mary Pünjer wurde aufgrund dieser Beurteilung in die sogenannte Heil- und Pflegeanstalt Bernburg überstellt und dort mit Giftgas ermordet. Zinn attestierte in diesem Zusammenhang eine selektive Wahrnehmung vieler Forscher. So fokussiere man sich, wie im Fall der nach Ravensbrück deportierten Straßenbahnschaffnerinnen Rosenberg und Elli Smula, auf den Aspekt der Homosexualität und übersehe dabei die wahren Einweisungsgründe, im Fall von Rosenberg und Smula die Arbeitsverweigerung. Weibliche Homosexualität sei zwar innerhalb der Lager bestraft worden, dass sie ein Haftgrund gewesen sei, lasse sich aber nicht nachweisen.
Demgegenüber vertreten andere Forscher die Ansicht, lesbische Frauen seien mitunter Opfer „intersektionaler“ Verfolgung geworden. So seien Frauen im „Dritten Reich“ aufgrund von sexuell und sozial deviantem Verhalten verfolgt worden. Als „Volksschädlinge“, „Asoziale“ und „Prostituierte“, wegen „staatsabträglichen Verhaltens“, „Umgangs mit Fremdvölkischen“, „Wehrkraftzersetzung“, „Kuppelei“, „Rassenschande“, aufgrund von „Verbrechen und Vergehen wider die Sittlichkeit“ oder wegen Verstöße gegen das „gesunde Volksempfinden“, das „Heimtückegesetz“ oder gegen die „Verordnung zum Schutz von Ehe, Familie und Mutterschaft“ seien zahllose Frauen verurteilt und inhaftiert worden. Vor diesem Hintergrund hat die Historikerin Laurie Marhoefer den Begriff der „intersektionalen Form“ der nationalsozialistischen Verfolgung lesbischer Frauen geprägt: Wenn weibliche Homosexualität für sich gesehen kein Verfolgungsgrund war, so habe sie doch im Zusammenwirken mit weiteren Verdachtsmomenten eine Rolle gespielt. Marhoefer spricht in diesem Zusammenhang auch von einem „Geschlechtsnonkonformismus“, von einer Überschreitung gängiger Geschlechternormen wie Androgynität, weiblicher Maskulinität, Crossdressing und Transvestitismus: Frauen wurden aufgrund eines unkonventionellen „Geschlechtsausdrucks (…) belästigt, terrorisiert und der Gewalt des Staates, der Parteifunktionäre und feindseliger Nachbarn ausgesetzt.“
Den Begriff der Intersektionalität als Merkmal nationalsozialistischer Verfolgungspraxis entwickelte Marhoefer u. a. an der Biografie der Würzburger Widerstandskämpferin Ilse Totzke. Ilse Totzke geriet aus verschiedenen Gründen in das Visier der Gestapo: weil sie Kontakt zu Jüdinnen und Juden pflegte und drei Frauen bei der Flucht in die Schweiz zu unterstützen versuchte, weil man sie verdächtigte, für Frankreich zu spionieren und weil sie als „nicht normal veranlagt“ und als „Männerhasserin“ denunziert wurde. „Geschlechtsnonkonformismus“ konnte die Aufmerksamkeit des NS-Regimes auf Frauen lenken, so Marhoefer, auch wenn es nicht die Homosexualität als solche war, die zur Verhaftung führte. Anna Hájková hat eine Bibliographie mit PDFs zu Situation lesbischer und transgeschlechtlicher Frauen im Nationalsozialismus publiziert.
Der Historiker Samuel Clowes Huneke, Professor an der George Mason University in Virginia forschte zu Waltraud Hocks Schicksal und stellte fest, dass lesbische Frauen aus unterschiedlichen Gründen verfolgt wurden. Die Frankfurter Rundschau schreibt zu seinen wissenschaftlichen Arbeiten: „Lesbisch zu sein, bildete wohl einen Gefahrenfaktor unter mehreren, auch im Fall von Waltraud Hock. Es habe Tolerierung und Verfolgung lesbischer Frauen gegeben.“ Waltraud Hock war die Tochter eines schwarzen Besatzungssoldaten und wurde als sogenannte „Asoziale“ in das Frauenkonzentrationslager Ravensbrück deportiert. Hock, die als lesbisch galt, war zuvor im Frauengefängnis Frankfurt-Preungesheim inhaftiert gewesen. Von dort wurde sie nach Ravensbrück gebracht und später nach Auschwitz, wo sie im März 1943 starb.
In Österreich sowie dem Protektorat Böhmen und Mähren war die Lage anders: Hier blieb der § 129 Abs. 1b des österreichischen Strafgesetzes (der auch in der Tschechoslowakei galt), der homosexuelle Handlungen ohne Ansehung des Geschlechts unter Strafe stellte, nach dem Anschluss vorläufig in Kraft. Vom Ausschuss für die Angleichung der deutschen Strafrechte wurde in dem für das gesamte Reich geplanten nationalsozialistischen Strafgesetzbuch für die lesbische Liebe aber „eine Bestrafung nicht in Aussicht“ genommen. Am 31. März 1942 wies Roland Freisler, Staatssekretär im Reichsjustizministerium, die OLG-Präsidenten und Generalstaatsanwälte schließlich an, „die lesbische Liebe nicht mehr zu bestrafen (gilt für die Ostmark)“. Die von Claudia Schoppmann untersuchten Gerichtsurteile gegen Frauen aufgrund § 129 blieben in Zahl und Strafmaß unbedeutend, zumeist wurde nicht einmal die Mindeststrafe des Gesetzestextes verhängt und die Strafe zur Bewährung ausgesetzt. Frauen machten in der österreichischen NS-Zeit etwa fünf Prozent der wegen § 129 Verurteilten aus. Angela Mayer und Sylvia Köchl vertreten die Ansicht, dass lesbische Frauen aufgrund einer Verurteilung nach § 129 KZ-eingewiesen worden seien, was sich nach Ansicht von Niko Wahl nicht belegen lässt.

## Verfolgung homosexueller Geistlicher
In den Jahren 1936 und 1937 organisierte der NS-Staat eine Serie von rund 250 Sittlichkeitsprozessen gegen Ordensangehörige und Priester, hauptsächlich wegen des Vorwurfs homosexueller Handlungen, aber auch des Missbrauchs von Kindern und Schutzbefohlenen. Die Prozesse endeten zumeist mit hohen Zuchthausstrafen, waren aber zum Teil sehr nachlässig vorbereitet worden. So wollte im Sommer 1937 beispielsweise ein Zeuge im vorsitzenden Richter statt im Angeklagten seinen angeblichen Belästiger erkennen. Auf Anweisung von Propagandaminister Joseph Goebbels berichtete die Presse ausführlich und zum Teil hämisch über die Verfahren. Ziel war eine Diskreditierung der Kirche und eine Aufweichung ihrer im Reichskonkordat zugesagten Rechte. Die Kampagne wurde während der Olympischen Spiele im Sommer 1936 kurzzeitig ausgesetzt und endete erst ein Jahr später ohne erkennbaren Anlass.

## Nach 1945
Die nationalsozialistische Gesetzgebung bezüglich § 175 hatte bis 1969 in der Bundesrepublik Deutschland Bestand. So wurden auch die aus Konzentrationslagern befreiten Homosexuellen unter der alliierten Besatzung nicht als Opfer politischer Verfolgung, sondern als verurteilte Kriminelle registriert. Im äußersten Fall konnte das die Überführung in reguläre Gefängnisse bedeuten, um die im Konzentrationslager begonnene Haftstrafe zu Ende zu verbüßen. In der DDR kehrte man 1950 durch eine Entscheidung des Obersten Gerichts der DDR zuerst zur Fassung des Strafgesetzbuches vor 1935 zurück. 1968 wurde dann das Strafgesetzbuch (DDR) eingeführt, das in § 151 für homosexuelle Kontakte ein Schutzalter von 18 Jahren vorsah, in der Bundesrepublik wurde 1969 der § 175 stark eingeschränkt und galt ab 1973 nur noch für Handlungen mit unter 18-jährigen Jungen. Im Dezember 1988 wurde in der DDR das Schutzalter bei Hetero- und Homosexualität gleichgestellt. In Westdeutschland kam es zu einer derartigen Gleichstellung erst 1994, als der § 175 aus dem Strafgesetzbuch gestrichen wurde. Im Jahr 2002 bat der Deutsche Bundestag die homosexuellen Opfer des Nazi-Regimes um Entschuldigung und hob mit einer Ergänzung des NS-Aufhebungsgesetzes symbolisch alle Urteile nach § 175 aus der NS-Zeit auf. Bei den Urteilen nach § 175a wurden lediglich die Urteile nach Ziffer 4 (Prostitution) aufgehoben.
Da nicht nur die Strafverfolgung, sondern vor allem auch die gesellschaftliche Ächtung weiterbestand, schwiegen viele homosexuelle Opfer über den Grund ihrer Inhaftierung. Nur wenige konnten mehr oder weniger offen darüber sprechen, sodass viele Schicksale nie genau bekannt wurden.
In Österreich blieben homosexuelle Handlungen als „Unzucht wider die Natur“ bis 1971 verboten, geregelt in § 129 Ib des Strafgesetzbuchs. Zwischen 1945 und 1971 wurden über 14.000 Personen strafrechtlich verurteilt. Die Anerkennung von Homosexuellen als Opfer des Nationalsozialismus wurde ab den 1970er Jahren von wissenschaftlicher Seite gefordert. Anspruch auf finanzielle Entschädigung brachte das Nationalfondsgesetz 1995. Zehn Jahre später wurden die im Nationalsozialismus wegen Homosexualität Verfolgten als Opfergruppe in das Opferfürsorgegesetz aufgenommen.
Hugo Walleitner (1909–1982) aus Bad Ischl veröffentlichte 1947 im Selbstverlag das Buch Zebra. Ein Tatsachenbericht aus dem Konzentrationslager mit 32 selbstgezeichneten Abbildungen. Gezwungenermaßen verschwieg er darin jedoch, weshalb er verschleppt wurde. Im Buch wird auch Josef K. porträtiert, welcher bis 1945 sechs Jahre im Konzentrationslager überlebt hatte. In einer Serie von Beiträgen in der in Hamburg erscheinenden homophilen Zeitschrift Humanitas veröffentlicht Leo Clasen (Pseudonym: L.D. Classen von Neudegg) 1954/55 als erster seine Erinnerungen an die KZ-Haft in Sachsenhausen. Harry Schulze lieferte 1969 (Änderung des § 175) unter seinem Standard-Pseudonym Harry Wilde mit Das Schicksal der Verfemten die erste literarische Auseinandersetzung mit der Homosexuellenverfolgung durch das NS-Regime. Hans Neumann veröffentlichte 1972 unter dem Pseudonym Heinz Heger die Lebensgeschichte von Josef Kohout (1971 wurde der § 129 Abs. 1 StG geändert, später § 209 StGB). Die Männer mit dem Rosa Winkel war erstmals ein Bericht eines homosexuellen KZ-Überlebenden in Buchform, es wurde in mehrere Sprachen übersetzt. Der Rosa Winkel von Josef Kohout, der im United States Holocaust Memorial Museum aufbewahrt wird, ist einer der letzten erhaltenen. Eine umfassendere historische Aufarbeitung dieser Zeit begann erst ab den 1980ern.
Im Jahr 1983 fand die zweitägige Konferenz mit dem Titel Women Surviving: The Holocaust initiiert durch Esther Katz und Joan Ringelheim am Stern College for Women der Yeshiva University statt. Diese Konferenz stellte die Erfahrungen von Frauen, die den Holocaust überlebten, in den Mittelpunkt, da es diesbezüglich noch keine Forschungen gab. Während dieser Konferenz kam es zu einem Konflikt zwischen anwesenden lesbischen Frauen und weiblichen Holocaust-Überlebenden, der beinahe zum Abbruch der Veranstaltung führte. Ausgelöst durch eine Frage nach dem Umgang mit lesbischer Zuneigung in den Lagern, kam es zu großer Empörung von einigen Überlebenden, weil es unfassbar schien, eine solche Möglichkeit inmitten all des Leides überhaupt in Betracht zu ziehen. Historisch gesehen, war die Existenz von lesbischen Frauen in den Lagern zwar bekannt, jedoch wurde darüber Schweigen bewahrt oder abwertend und diskriminierend gesprochen. Als Beispiel wurden Henny Schermann und Mary Pünjer genannt, die im Konzentrationslager Ravensbrück inhaftiert waren und als sogenannte Asoziale galten. Beide wurden zum Tode verurteilt, weil die Nazis sie sowohl als Juden und als lesbisch veranlagt einstuften. Einige Überlebende schilderten negative Begegnungen aus ihrer Zeit der Inhaftierung mit lesbischen Frauen, Elizabeth Kroó Teitelbaum beschrieb Ravensbrück als „Lesben-KZ“: „Man konnte sehen, dass es ein Lesbencamp ist, und man konnte fast erkennen, wer welche Rolle spielte.“

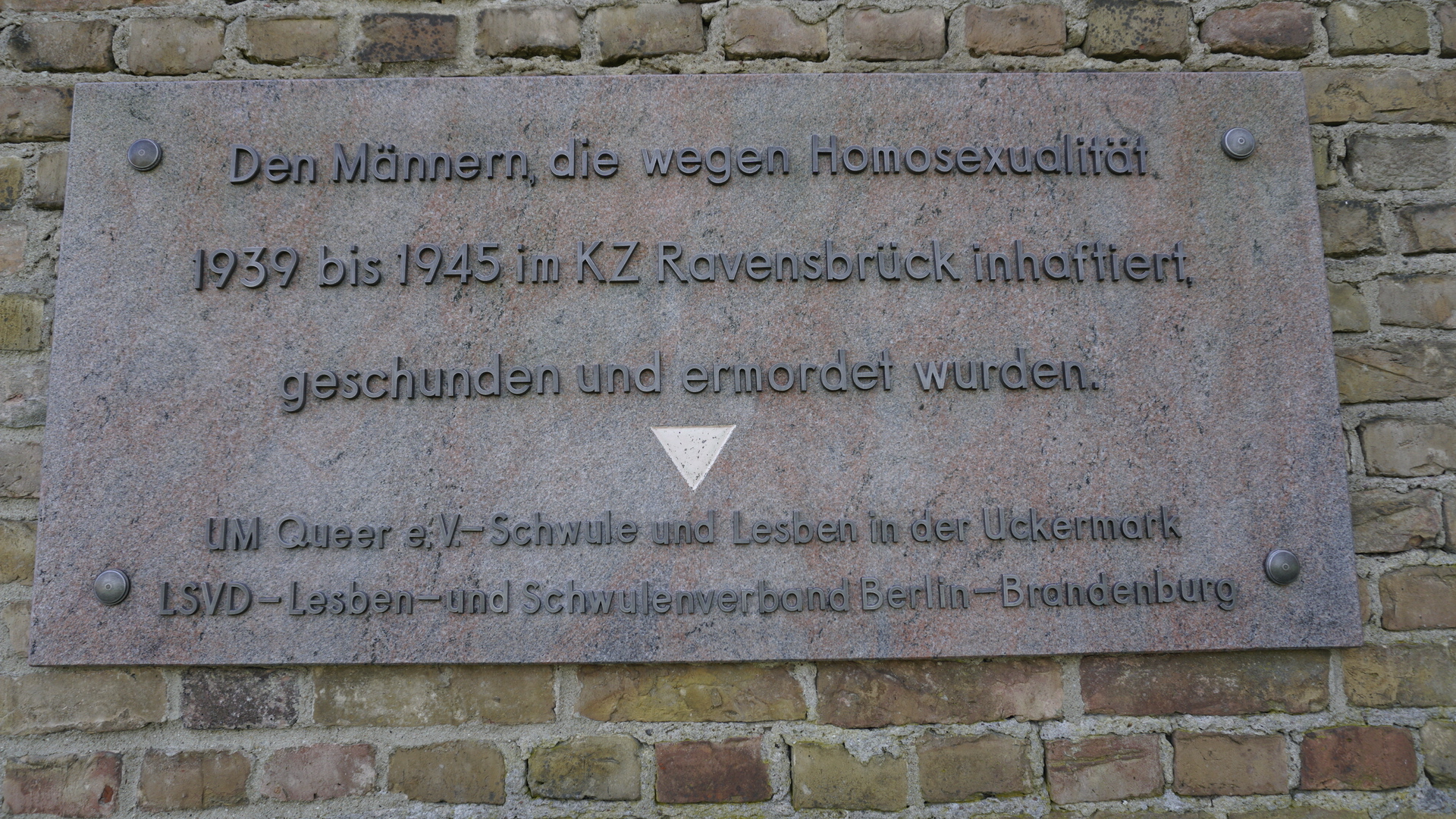
Gedenktafel für die homosexuellen Männer in der Gedenkstätte Ravensbrück

### Gedenkorte
Das erste Denkmal, das außerhalb eines ehemaligen KZs verwirklicht wurde, war 1987 das Homomonument in Amsterdam, das zugleich auch das erste freistehende Denkmal war, also das erste, das in seiner Gestaltung über eine Erinnerungstafel hinausging. Im Mai 2008 wurde in Berlin das Denkmal für die im Nationalsozialismus verfolgten Homosexuellen in Anwesenheit des letzten Überlebenden Rudolf Brazda eingeweiht.
Als erste israelische Stadt erhielt Tel Aviv im Januar 2014 ein Mahnmal für verfolgte sexuelle Minderheiten. Das Denkmal hat die Form eines rosa Winkels.

#### Gedenken an homosexuelle Männer

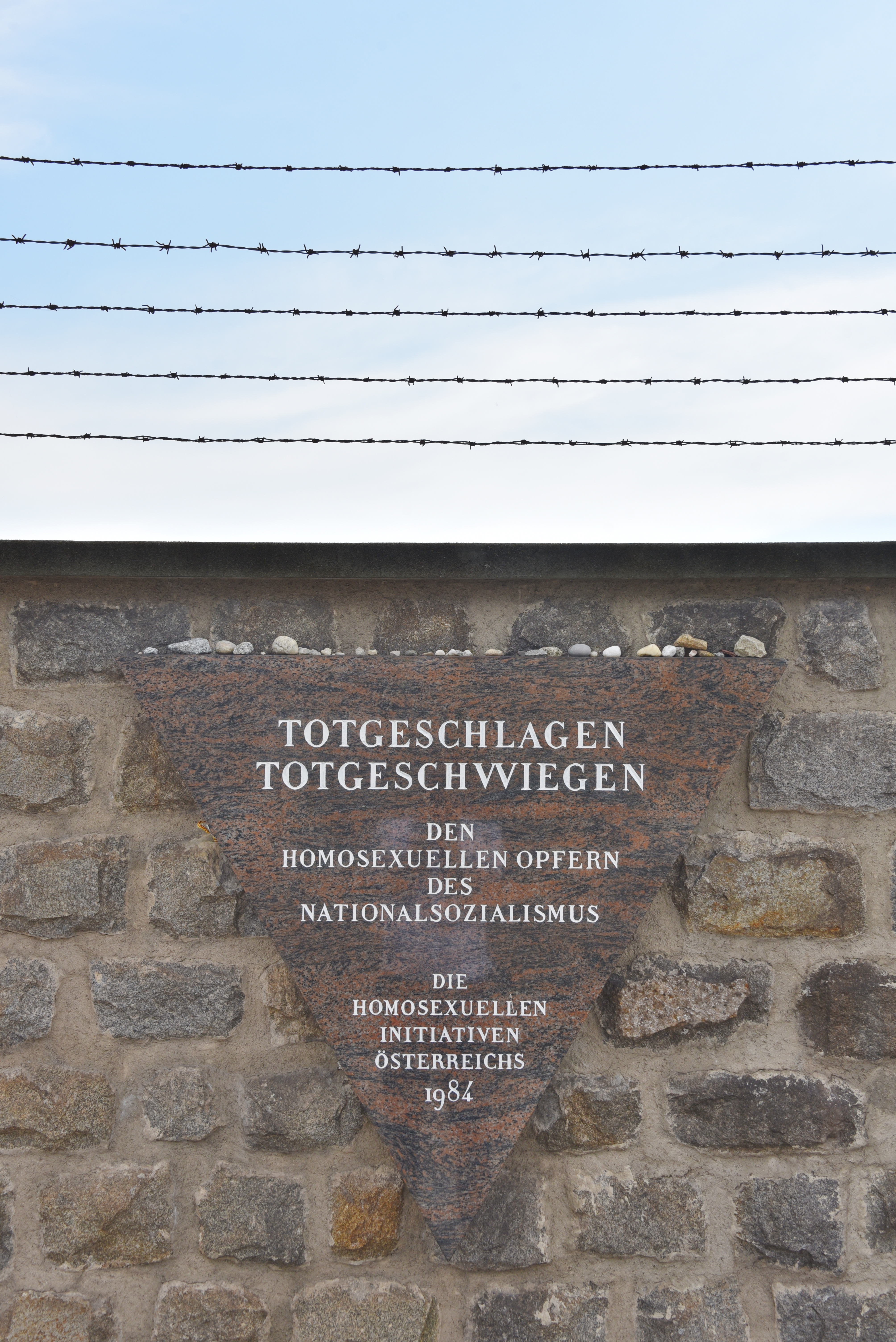
Gedenktafel in Mauthausen

Denkmäler, die an die Verfolgung homosexueller Männer erinnern, entstanden ab 1984, zunächst in den Gedenkstätten auf dem Gelände ehemaliger Konzentrationslager. Der erste Gedenkstein aus rosa Granit in der Form eines Winkels mit der Inschrift „Totgeschlagen. Totgeschwiegen. Den homosexuellen Opfern des Nationalsozialismus.“ wurde 1984 im KZ Mauthausen angebracht; die Idee dazu ging von der HOSI Wien aus, die den Stein auch finanziert hat. Der erste Gedenkstein in Deutschland wurde 1985 auf dem Gelände des ehemaligen KZ Neuengamme eingeweiht. 
Am 7. September 2017 wurde auf Initiative des Lesben- und Schwulenverbands (LSVD) ein Denkmal für die erste homosexuelle Emanzipations-Bewegung am Berliner Spreeufer zwischen der Luther- und Moltkebrücke eröffnet. Vorher befanden sich seit 2011 zwei Gedenktafeln, die an die erste Homosexuellen-Bewegung erinnern. Der Uferabschnitt der Spree trägt seit 2008 den Namen Magnus-Hirschfeld-Ufer.

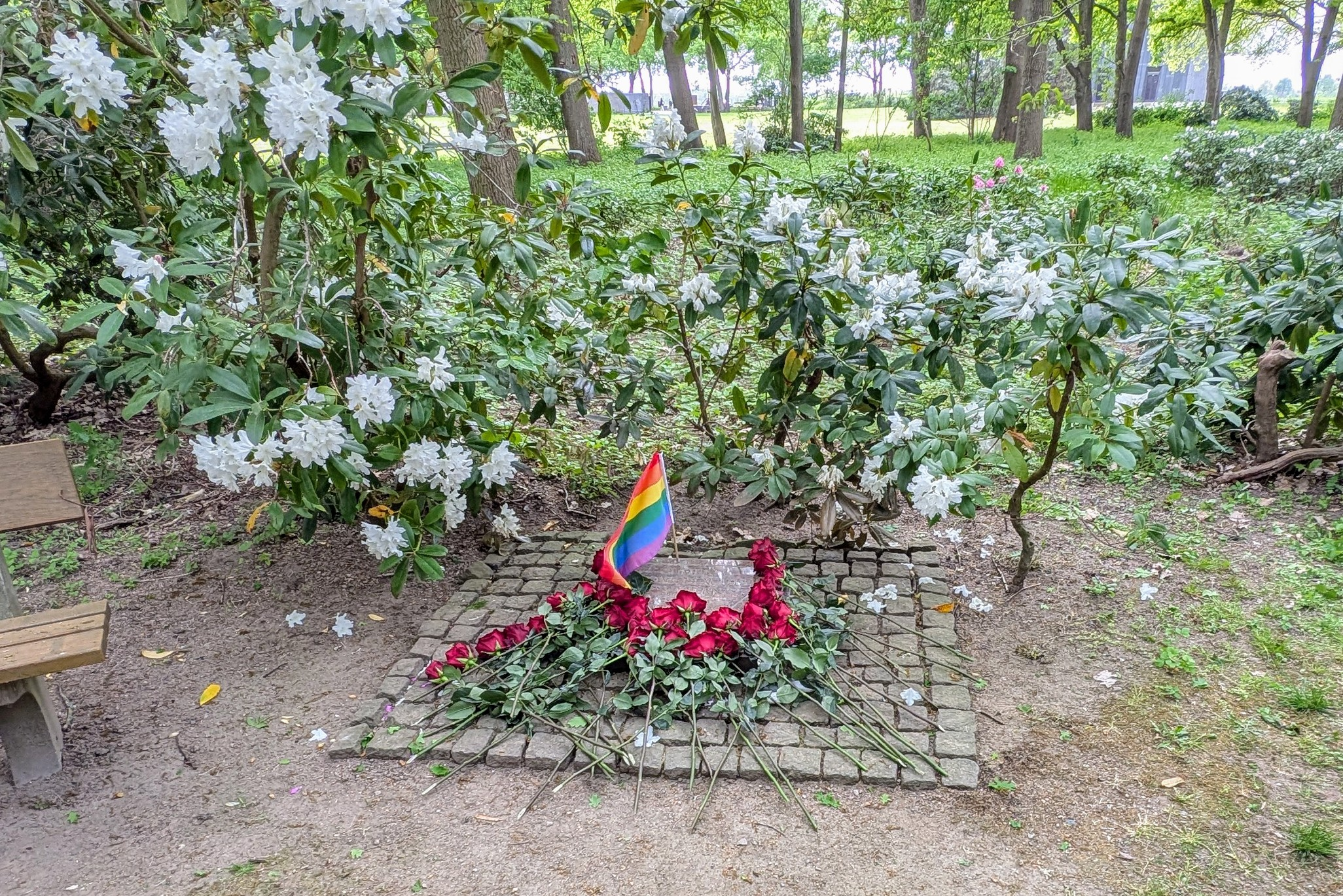
Gedenkstein homosexuelle NS Opfer KZ Neuengamme (Gedenkveranstaltung 80 Jahre Befreiung, 4. Mai 2025)

#### Gedenken an lesbische Frauen

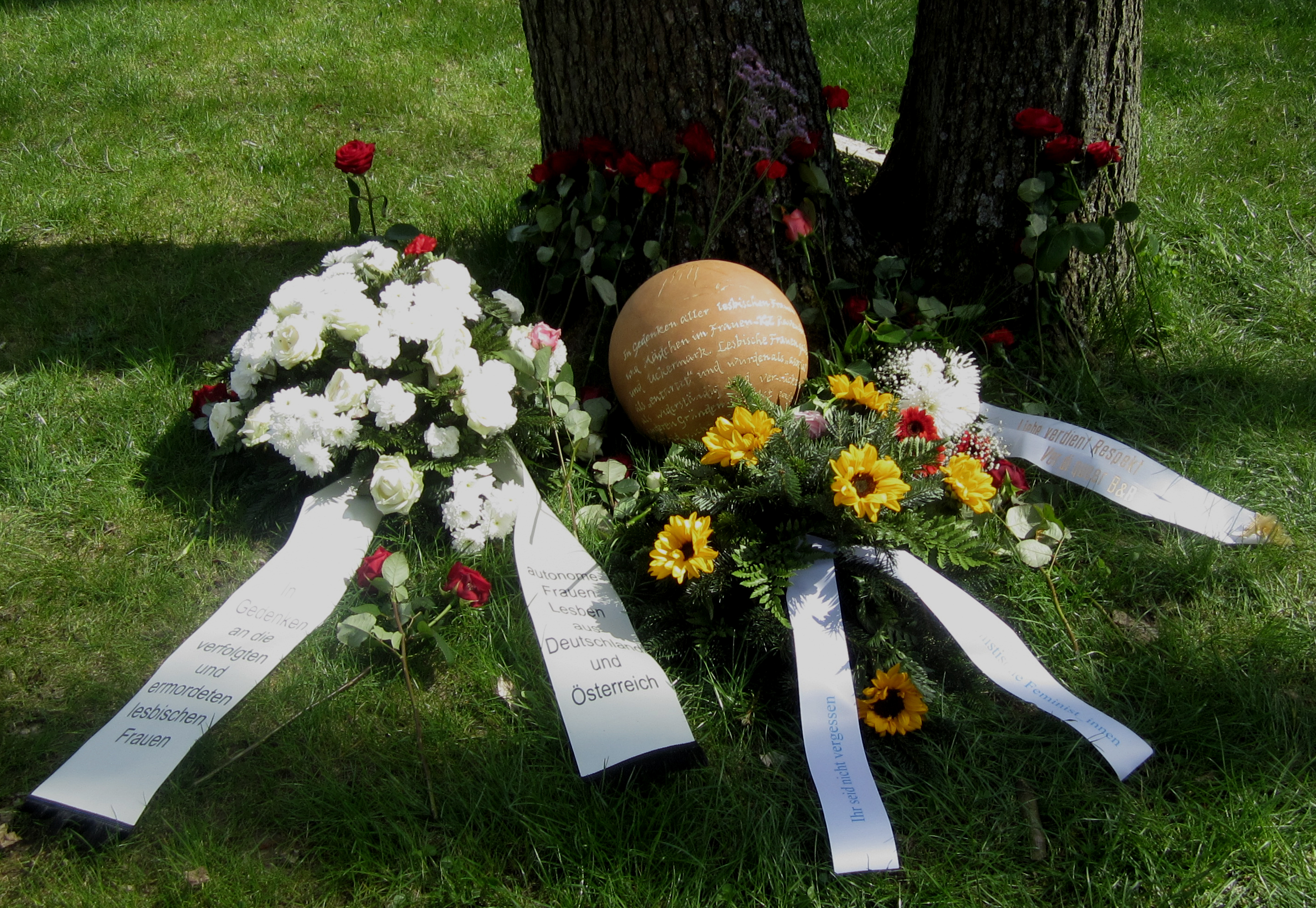
Gedenkkugel in der Gedenkstätte Ravensbrück 2018

Zum 77. Jahrestages der Befreiung des Frauen-Konzentrationslager Ravensbrück im Jahr 2022 wurde die Gedenkkugel für die lesbischen Häftlinge eingeweiht. Die Initiative „Autonome Feministische Frauen Lesben aus Deutschland und Österreich“ hatte bereits 2015 ein erstes Gedenken für die Opfergruppe der lesbischen Frauen durchgeführt. 2021 stimmte auch der Fachbeirat der Gedenkstätte für den Antrag, der zuletzt von verschiedenen Organisationen, wie der Magnus Hirschfeld Stiftung, als Mitstifterinnen gestellt wurde.
Vorausgegangen war dem ein von der Stiftung Brandenburgische Gedenkstätten und der Bundesstiftung Magnus Hirschfeld in Auftrag gegebenes Gutachten bei Martin Lücke von der Freien Universität Berlin. Das Gutachten sollte sich mit dem Schicksal lesbischer Frauen in Ravensbrück auseinandersetzen und den Begriff der Verfolgung einer kritischen Analyse unterziehen. Durch das Gutachten sah die Fachkommission der Stiftung „den Nachweis der Verfolgung lesbischer Frauen innerhalb als auch außerhalb des Konzentrationslagers als erbracht an.“ Die Inschrift der Gedenkkugel lautet: „In Gedenken aller lesbischen Frauen und Mädchen im Frauen-KZ Ravensbrück und Uckermark. Sie wurden verfolgt, inhaftiert, auch ermordet. Ihr seid nicht vergessen.“

### Allgemein
- Hans-Georg Stümke, Rudi Finkler: Rosa Winkel, Rosa Listen – Homosexuelle und „Gesundes Volksempfinden“ von Auschwitz bis heute. Rowohlt, Hamburg 1981, ISBN 3-499-14827-7.
- Rüdiger Lautmann: Seminar Gesellschaft und Homosexualität. Suhrkamp, Frankfurt 1977, ISBN 3-518-27800-2 (insbes. 8. Kapitel).
- Burkhard Jellonnek: Homosexuelle unter dem Hakenkreuz. Die Verfolgung von Homosexuellen im Dritten Reich. Paderborn 1990, ISBN 3-506-77482-4 (online bei der Bayerischen Staatsbibliothek).
- Rainer Hoffschildt: Die Verfolgung der Homosexuellen in der NS-Zeit: Zahlen und Schicksale aus Norddeutschland. Verl. Rosa Winkel, Berlin 1999, ISBN 3-86149-096-X.
- Olaf Mußmann (Bearb.): Homosexuelle in Konzentrationslagern – Vorträge, wissenschaftliche Tagung 12./13. September 1997. Westkreuz-Verlag, Bad Münstereifel 2000, ISBN 3-929592-51-7.
- Alexander Zinn: Die soziale Konstruktion des homosexuellen Nationalsozialisten. Zu Genese und Etablierung eines Stereotyps. Peter Lang, Frankfurt am Main 1997, ISBN 3-631-30776-4.
- Joachim Müller, Andreas Sternweiler, Schwules Museum Berlin (Hrsg.): Homosexuelle Männer im KZ Sachsenhausen. Berlin 2000, ISBN 3-86149-097-8.
- Burkhard Jellonnek, Rüdiger Lautmann (Hrsg.): Nationalsozialistischer Terror gegen Homosexuelle. Verdrängt und ungesühnt. Paderborn 2002, ISBN 3-506-74204-3 (online bei der Bayerischen Staatsbibliothek).
- Günter Grau (Hrsg.): Homosexualität in der NS-Zeit. Dokumente einer Diskriminierung und Verfolgung. 2., überarbeitete Auflage. Fischer-TB, Frankfurt am Main 2004, ISBN 3-596-15973-3.
- Andreas Brunner: Als homosexuell verfolgt. Wiener Biografien aus der NS-Zeit. Mandelbaum, Wien 2023, ISBN 978399136-017-9.
- Jan-Henrik Peters: Verfolgt und Vergessen: Homosexuelle in Mecklenburg und Vorpommern im Dritten Reich. Herausgegeben von Falk Koop im Auftrag des Landesverbandes der Lesben und Schwulen Mecklenburg-Vorpommern „Gaymeinsam e. V.“ Ingo Koch Verlag, Rostock 2004, ISBN 3-937179-95-X.
- Bernhard Rosenkranz: Hamburg auf anderen Wegen. Die Geschichte des schwulen Lebens in der Hansestadt. Hamburg 2005, ISBN 3-925495-30-4.
- Wolfram Setz (Hrsg.):  Homosexualität in der DDR (= Bibliothek rosa Winkel. Band 42). Männerschwarm Verlag, Hamburg 2006, ISBN 3-935596-42-1.
- Anna Maria Sigmund: „Das Geschlechtsleben bestimmen wir!“ Sexualität im 3. Reich. Heyne, München 2008, ISBN 978-3-453-13728-8, S. 179–212: Kap. „Homosexuelle als Volksschädlinge“.
- Alexander Zinn: „Aus dem Volkskörper entfernt“? Homosexuelle Männer im Nationalsozialismus. Campus, Frankfurt am Main 2018, ISBN 978-3-593-50863-4.
- Alexander Zinn: Homosexuelle in Deutschland 1933–1969. Beiträge zu Alltag, Stigmatisierung und Verfolgung (= Berichte und Studien des Hannah-Arendt-Instituts, Band 84). Göttingen 2020.
- Alexander Zinn: Von „Staatsfeinden“ zu „Überbleibseln der kapitalistischen Ordnung“. Homosexuelle in Sachsen 1933–1968, Göttingen 2021.
- Joanna Ostrowska, Joanna Talewicz-Kwiatkowska, Lutz van Dijk (Hrsg.): Erinnern in Auschwitz auch an sexuelle Minderheiten. Querverlag, Berlin 2020, ISBN 978-3-89656-289-0.
- W. Jake Newsome: Pink Triangle Legacies. Coming Out in the Shadow of the Holocaust. Cornell University Press, 2022, ISBN 978-1-50176-550-6.

Beiträge
- Rüdiger Lautmann: Categorization in Concentration Camps as a Collective Fate: A Comparison of Homosexuals, Jehovah’s Witnesses and Political Prisoners. In: Journal of Homosexuality. Band 19, Nr. 1, 1990, ISSN 0091-8369, S. 67–88.
- Johann Karl Kirchknopf: Die strafrechtliche Verfolgung homosexueller Handlungen in Österreich im 20. Jahrhundert. In: Zeitgeschichte. 43. Jahrgang, Heft 2 (2016), S. 68–84.
- KZ-Gedenkstätte Neuengamme (Hrsg.): Verfolgung Homosexueller im Nationalsozialismus (= Beiträge zur Geschichte der nationalsozialistischen Verfolgung in Norddeutschland. Heft 5). Edition Temmen, Bremen 1999, ISBN 3-86108-738-3.
- Andreas Pretzel, Gabriele Roßbach; Kulturring in Berlin e. V. (Hrsg.): „Wegen der zu erwartenden hohen Strafe“. Homosexuellenverfolgung in Berlin 1933–1945. Berlin 2000, ISBN 3-86149-095-1.
- Ralf Bogen: „Vorkämpfer im Kampfe um die Ausrottung der Homosexualität“. In: Ingrid Bauz, Sigrid Brüggemann, Roland Maier (Hrsg.): Die Geheime Staatspolizei in Württemberg und Hohenzollern. Schmetterling-Verlag, Stuttgart 2013, ISBN 978-3-89657-138-0, S. 305–321.
- Alexander Zinn: Abschied von der Opferperspektive. Plädoyer für einen Paradigmenwechsel in der schwulen und lesbischen Geschichtsschreibung. In: Zeitschrift für Geschichtswissenschaft, 67 (2019) 11, S. 934–955.

### Lebenswege/Erinnerungsliteratur
- Heinz Heger: Die Männer mit dem rosa Winkel. Hamburg 1972, ISBN 3-87536-026-5.
- Andreas Sternweiler: Und alles wegen der Jungs: Pfadfinderführer und KZ-Häftling Heinz Dörmer. Rosa Winkel, Berlin 1994, ISBN 3-86149-030-7.
- Frank Heibert (Hrsg.); Gad Beck: Und Gad ging zu David. Die Erinnerungen des Gad Beck. Berlin 1995, ISBN 3-423-20065-0.
- Pierre Seel, Jean Le Bitoux, Miriam Magall (Übers.): Ich, Pierre Seel, deportiert und vergessen. Ein Bericht. Jackwerth, Köln 1996, ISBN 3-932117-20-4.
- Alexander Zinn: Das Glück kam immer zu mir. Rudolf Brazda – Das Überleben eines Homosexuellen im Dritten Reich. Frankfurt am Main 2011, ISBN 978-3-593-39435-0.

### Lebenssituation von Lesben in der Zeit des Nationalsozialismus
- Claudia Schoppmann: Nationalsozialistische Sexualpolitik und weibliche Homosexualität (Dissertation, FU Berlin, 1990). Centaurus, Pfaffenweiler 1991, ISBN 3-89085-538-5.
- Claudia Schoppmann: Verbotene Verhältnisse. Frauenliebe 1938–1945. Querverlag, Berlin 1999, ISBN 3-89656-038-7.
- Christa Schikorra: Kontinuitäten der Ausgrenzung. „Asoziale“ Häftlinge im Frauen-Konzentrationslager Ravensbrück (Dissertation, TU Berlin, 2000). Metropol, Berlin 2001, ISBN 3-932482-60-3.
- Joachim Müller: Vergleichbarkeit der Lebenssituation lesbischer Frauen mit der Lebenssituation schwuler Männer im Nationalsozialismus (und nach 1945). Berlin 2007, OCLC 837407894 und OCLC 837407888.
- Insa Eschebach (Hrsg.): Homophobie und Devianz. Weibliche und männliche Homosexualität im Nationalsozialismus. Metropol, Berlin 2012, ISBN 978-3-86331-066-0.
- Laurie Maerhoefer: Wurden lesbische Frauen im Nationalsozialismus verfolgt? Mikrogeschichte und der Begriff der Verfolgtengruppe. S. 15–48 In: Invertito. Jahrbuch für die Geschichte der Homosexualitäten. Verfolgung homosexueller Männer und Frauen in der NS-Zeit & der Erinnerungskultur. Männerschwarm Verlag 2019, ISBN 978-3-86300-277-0.
- Anna Hájková: Menschen ohne Geschichte sind Staub. Homophobie und Holocaust. Reihe: Hirschfeld-Lectures; Bd. 14, Wallstein Verlag 2021, ISBN 978-3-8353-3769-5.
- Natascha Bobrowsky: Verbotene Beziehungen. Weibliche Homosexualität im nationalsozialistischen Österreich. Mandelbaum, Wien 2025,  ISBN 978-3-99136-072-8

## Filme
- Rob Epstein und Jeffrey Friedman drehten 2000 die Dokumentation Paragraph 175 über Lebensgeschichten von mehreren Männern und Frauen die aufgrund ihrer Homosexualität von den Nazis verfolgt wurden.
- Klänge des Verschweigens, 2013. Dokumentarfilm, in dem der Potsdamer Regisseur Klaus Stanjek Leben und Verfolgungsgeschichte seines Onkels, des Musikers Wilhelm Heckmann nachzeichnet
- Nelly & Nadine Dokumentarfilm von Magnus Gertten über das Leben von Nadine Hwang und Nelly Mousset-Vos, die sich im KZ Ravensbrück kennenlernten und bis an ihr Lebensende zusammen lebten